# مارسيلو هارتلي دودغ سينيور
مارسيلو هارتلي دودغ سينيور (بالإنجليزية: Marcellus Hartley Dodge, Sr.)‏ هو شخصية أعمال أمريكي، ولد في 28 فبراير 1881 في نيوجيرسي في الولايات المتحدة، وتوفي في 25 ديسمبر 1963 في Giralda Farms ‏ في الولايات المتحدة.